# Grimasse

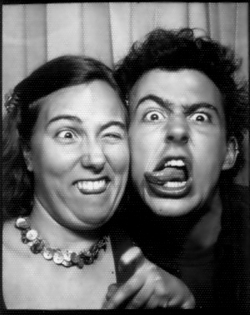
Fotoautomaten sind beliebte Orte, um Grimassen festzuhalten.

Als Grimasse bezeichnet man den absichtlich merkwürdigen – skurrilen, komischen oder hässlichen – Gesichtsausdruck (Mimik).
Das Wort wurde im 17. Jahrhundert aus dem gleichbedeutenden französischen grimace entlehnt. Diesem liegt vermutlich ein germanisches Wort für „Maske“ (althochdeutsch grīmo, altenglisch grīma, altisländisch gríma) zugrunde. Unterschiedliche Grimassen werden in Masken aus geeignetem Material oder als Gesichtsbemalung fixiert und dann für Maskenspiele oder im Karneval verwendet.
Für Kinder ist „Grimassen schneiden“ ein beliebtes Spiel. Sie lernen dadurch, ihre Mimik bewusst zu beherrschen. Auch bei anderen Kinderspielen sind Grimassen wichtig (z. B. Blickduell).

## Grimassieren
Mit dem Begriff Grimassieren bezeichnet man auch das Verziehen der Gesichtsmuskulatur ohne einen entsprechenden seelischen Vorgang. Dieses „Grimassieren“ kann auch eine motorische Störung (Tic) oder das Merkmal einer Erkrankung sein, bei der die Gesichtsmuskeln unkontrollierbar zucken (z. B. bei Kindern mit West-Syndrom oder auch bei Chorea Huntington). Es tritt besonders bei Hebephrenie auf.